# Daniel Nannskog
Daniel Paul Gustav Nannskog (Helsingborg, 22 maggio 1974) è un ex calciatore svedese, di ruolo attaccante.

## Carriera

### Club
Nannskog ha iniziato la carriera nell'Högaborgs BK da giovane ed è diventato un noto goleador. All'età di quindici anni, tuttavia, ha abbandonato il calcio per dedicarsi alla pallamano. È poi tornato a giocare a calcio quattro anni dopo. Dopo il suo ritorno, ha giocato per due stagioni all'Högaborgs, prima di trasferirsi al Malmö FF, nella Allsvenskan. Il suo periodo al Malmö FF, comunque, è stato avaro di soddisfazioni, ma le sue reti sono state importanti per portare la squadra in Coppa UEFA. Nel campionato seguente è stato ceduto nella Superettan, seconda divisione svedese, per militare con il Djurgården. Non è riuscito ad affermarsi neppure qui e si è così trasferito in diversi club di Stoccolma.
A ventisette anni, è stato acquistato dal Landskrona BoIS, voluto dal tecnico che ha poi ritrovato allo Stabæk, Jan Jönsson. Durante il periodo nelle piccole squadre di Stoccolma, è diventato padre e questo lo ha aiutato nella sua crescita. Nella prima stagione al club, la squadra si è classificata seconda ed ha raggiunto la promozione, con Nannskog che ha vinto la classifica marcatori con ventuno reti. È rimasto al Landskrona anche in Allsvenskan, dove ha fatto molto bene, diventando il miglior realizzatore della squadra con undici reti, svolgendo un ruolo importante nel raggiungimento della salvezza, appena sopra la zona play-off. Dopo il campionato 2002, ha accettato una ricca offerta dai cinesi del Sichuan.
Con il Sichuan, ha firmato un contratto biennale. È stato riportato l'interessamento anche da parte del Brann, ma la maggiore disponibilità economica della squadra cinese ha fatto la differenza. È rimasto per un anno e mezzo, poiché ha poi accettato di passare allo Stabæk, richiamato dal vecchio tecnico Jönsson. In riferimento alla sua esperienza in estremo Oriente, Nannskog l'ha definita frustrante, perché non ha imparato la lingua cinese e ciò lo ha messo in difficoltà con i suoi compagni di squadra.
Nel primo campionato in Norvegia, lo Stabæk ha partecipato all'Adeccoligaen, la seconda divisione del campionato norvegese. La squadra di Nannskog ha ottenuto immediatamente la promozione e lo svedese è diventato capocannoniere, con lo score di ventisette reti in ventinove partite. Nel 2006, ha debuttato in Tippeligaen e, anche grazie alle sue reti, lo Stabæk si è classificato quinto, a ridosso della qualificazione in Coppa UEFA. Nannskog ha vinto la classifica marcatori con diciannove reti, una in più del compagno di squadra Veigar Páll Gunnarsson. Nel campionato 2007, lo Stabæk è arrivato secondo in campionato, dietro al Brann di Thorstein Helstad, autore di ventidue reti. Nannskog ha nuovamente siglato diciannove gol.
Lo Stabæk è stato protagonista di un bel calcio nella prima parte del campionato 2008, con Nannskog parte integrante della squadra. Un esempio del suo apporto al club è arrivato con la doppietta in trasferta, sul campo dell'Hamarkameratene, nella quinta giornata. Il 14 settembre, Nannskog ha segnato una quaterna, nel sei a zero sullo Strømsgodset, portandosi così al comando della classifica marcatori e aiutando lo Stabæk ad ottenere un vantaggio di sei punti sulla seconda squadra in classifica, a sei gare dal termine del campionato. Dieci giorni dopo, ha realizzato una doppietta in semifinale di Norgesmesterskapet, contribuendo all'eliminazione del Molde, sconfitto tre a zero. Il 29 settembre, ha segnato il centesimo gol per lo Stabæk, grazie alla doppietta realizzata sempre contro il Molde, questa volta in campionato.
Lo Stabæk ha vinto così il campionato per la prima volta nella sua storia e Nannskog è stato nuovamente il capocannoniere, con sedici reti, quattro in più del compagno di squadra e connazionale Johan Andersson. La squadra non ha centrato, però, la vittoria in Coppa, andata al Vålerenga.
Nel 2009, lo Stabæk si è aggiudicato il primo trofeo con la vittoria nella Superfinalen, grazie al tre a uno sul Vålerenga. Nannskog ha messo a segno la prima rete del match. Il 23 novembre 2010, ha dichiarato la sua volontà di dare l'addio al calcio.

### Nazionale
Ha debuttato per la Svezia il 14 gennaio 2007, nell'amichevole contro il Venezuela. La prima rete è arrivata il 21 gennaio dello stesso anno, contro l'Ecuador, in una gara conclusasi sull'uno a uno. A gennaio 2009, ha partecipato all'annuale tour in Nord America della Nazionale scandinava. Il 25 gennaio 2009, ha realizzato la sua seconda rete per la Svezia, nella sconfitta per tre a due contro gli Stati Uniti.

## Statistiche

### Cronologia presenze e reti in Nazionale
| Cronologia completa delle presenze e delle reti in nazionale ― Svezia | Cronologia completa delle presenze e delle reti in nazionale ― Svezia | Cronologia completa delle presenze e delle reti in nazionale ― Svezia | Cronologia completa delle presenze e delle reti in nazionale ― Svezia | Cronologia completa delle presenze e delle reti in nazionale ― Svezia | Cronologia completa delle presenze e delle reti in nazionale ― Svezia | Cronologia completa delle presenze e delle reti in nazionale ― Svezia | Cronologia completa delle presenze e delle reti in nazionale ― Svezia |
| Data                                                                  | Città                                                                 | In casa                                                               | Risultato                                                             | Ospiti                                                                | Competizione                                                          | Reti                                                                  | Note                                                                  |
| --------------------------------------------------------------------- | --------------------------------------------------------------------- | --------------------------------------------------------------------- | --------------------------------------------------------------------- | --------------------------------------------------------------------- | --------------------------------------------------------------------- | --------------------------------------------------------------------- | --------------------------------------------------------------------- |
| 14-1-2007                                                             | Maracaibo                                                             | Venezuela                                                             | 2 – 0                                                                 | Svezia                                                                | Amichevole                                                            | -                                                                     | 74’                                                                   |
| 18-1-2007                                                             | Cuenca                                                                | Ecuador                                                               | 2 – 1                                                                 | Svezia                                                                | Amichevole                                                            | -                                                                     | 59’                                                                   |
| 21-1-2007                                                             | Quito                                                                 | Ecuador                                                               | 1 – 1                                                                 | Svezia                                                                | Amichevole                                                            | 1                                                                     | 82’                                                                   |
| 24-1-2009                                                             | Carson                                                                | Stati Uniti                                                           | 3 – 2                                                                 | Svezia                                                                | Amichevole                                                            | 1                                                                     |                                                                       |
| 28-1-2009                                                             | Oakland                                                               | Messico                                                               | 0 – 1                                                                 | Svezia                                                                | Amichevole                                                            | -                                                                     | 66’                                                                   |
| 11-2-2009                                                             | Graz                                                                  | Austria                                                               | 0 – 2                                                                 | Svezia                                                                | Amichevole                                                            | -                                                                     | 67’                                                                   |
| 1-4-2009                                                              | Belgrado                                                              | Serbia                                                                | 2 – 0                                                                 | Svezia                                                                | Amichevole                                                            | -                                                                     | 71’                                                                   |
| Totale                                                                |                                                                       | Presenze                                                              | 7                                                                     |                                                                       | Reti                                                                  | 2                                                                     |                                                                       |

## Palmarès

### Giocatore

#### Club
- 1. divisjon: 1

Stabaek: 2005
- Campionato norvegese: 1

Stabæk: 2008
- Superfinalen: 1

Stabæk: 2009

#### Individuale
- Capocannoniere della Superettan: 1

2001
- Capocannoniere dell'Adeccoligaen: 1

2005
- Capocannoniere della Tippeligaen: 2

2006, 2008
- Premio Kniksen per il miglior attaccante della Tippeligaen: 1

2008